# Коэн, Эли (разведчик)
Эли Коэн (ивр. אלי כהן‎; 6 декабря 1924, Александрия, Египет — 18 мая 1965, Дамаск, Сирия) — израильский разведчик египетского происхождения, известный своей деятельностью в Сирии в 1961 - 1965 годах в которой он внедрялся в высшие круги Сирийского правительства.

## Биография

### В Египте
Родился 6 декабря 1924 года в семье евреев-мизрахи Шауля и Софи Коэн, которые эмигрировали в Египет из сирийского города Алеппо (Халеб). Его отец переехал из Алеппо в Александрию в 1914 году. Отец занимался мелким бизнесом — продавал галстуки из французского шёлка богатым клиентам. Всего в семье было восемь детей.
Учился во французском лицее и параллельно в религиозной еврейской школе «Мидрешет Рамбам», которой заведовал главный раввин Александрии Моше Вентура (1893-1978). В юности Коэн хотел стать раввином под руководством главного раввина Александрии Моисея Вентуры, но он не смог, потому что иешива Александрии вскоре закрылась. В их доме соблюдали еврейские религиозные традиции — кашрут и шаббат. Эли и его братья пели в хоре центральной синагоги Александрии. Поступил на электротехнический факультет Университета имени короля Фарука I, но в 1949 году был исключён оттуда за сионистскую деятельность.
Будучи убежденным сионистом, он помог Израилю эвакуировать египетскую еврейскую общину. Уже тогда он начал помогать израильской разведке по всему Египту. Он также свободно говорил на пяти языках: арабском, иврите, английском, французском и испанском.
В октябре 1949 года семья Коэна репатриировалась в Израиль, но Эли предпочёл остаться в Египте под предлогом продолжения учёбы. В 1954 году в Египте были схвачены действовавшие там израильские агенты Моше Марзук и Сэми Эзер, вместе с которыми был арестован и Эли Коэн. Поверив версии Коэна о том, что он лишь помогал снимать квартиры израильским рабочим, понятия не имея об их настоящей деятельности, власти отпустили его на свободу. Летом 1955 года Эли тайно посетил Израиль, после чего снова вернулся в Египет.

### В Израиле
В декабре 1956 года, после Синайской кампании, Коэн, как неблагонадёжный, был выслан из страны. Оказавшись в Израиле, он подал заявление на поступление в службу внешней разведки «Моссад». Однако получил отказ, поскольку его иврит представлялся чиновникам, ответственным за подбор кадров, «чересчур архаичным». Кроме того, чиновники опасались, что Эли узнают как проходившего в Египте по делу о шпионской сети. После многочисленных трудностей абсорбции, ему удалось устроиться бухгалтером в одно из отделений сети универмагов «Машбир ле-цархан» в Бат-Яме. Летом 1959 года Эли женился на Наде, репатриантке из Багдада.
Спустя некоторое время, к Эли проявили интерес сотрудники военной разведки «Агаф ха-Модиин». Однако Коэн отверг их предложение, мотивируя тем, что женат и в данный момент не готов работать в разведке. В конце концов, в 1960 году, потеряв работу в Машбире, он поступил на службу в разведку.
Эли прошёл интенсивный курс подготовки агента для работы во враждебной стране. Инструкторы были восхищены его способностью молниеносно вжиться в новый образ. По окончании курса он был переведён из военной разведки в Моссад. Согласно тщательно разработанной легенде, ему предстояло внедриться в близкие к правительству круги Сирии, изображая богатого сирийского предпринимателя, унаследовавшего от отца значительное состояние и бизнес.

### В Аргентине
6 февраля 1961 года Эли прибыл в Буэнос-Айрес, где, уже под новым именем — Камиль Амин Таабет (араб. كامل أمين ثابت‎) — завязывает деловые и дружеские связи с местными сирийскими дипломатами и предпринимателями. В короткий срок ему удалось стать одним из постоянных гостей на дипломатических приёмах. Среди его друзей был редактор местного арабо-испанского еженедельника и военный атташе Сирии в Аргентине — Амин аль-Хафез, офицер-танкист, один из давних членов партии БААС, находившийся в то время в изгнании. Вскоре после военного переворота в Сирии Амин аль-Хафез вернулся в страну и занял ведущее место в партийном руководстве, став президентом страны. Пробыв в Аргентине менее года, Эли посетил на короткое время Израиль, где получил указание прибыть через Египет в Ливан, а оттуда проникнуть в Сирию для выполнения основного задания.

### В Сирии

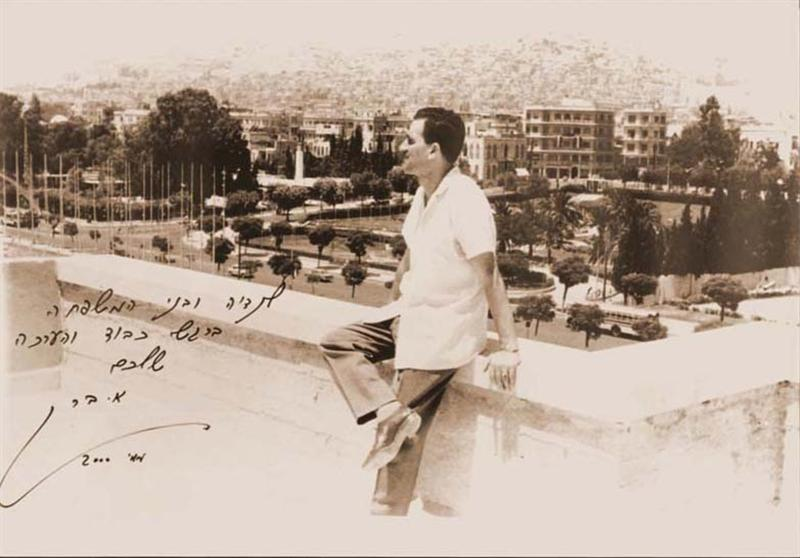
Коэн в Дамаске

Пользуясь дружескими связями, налаженными за границей, Эли Коэн с легкостью пересёк границу и 10 января 1962 года был уже в Дамаске. Первым делом он снял квартиру в центре города, поблизости от двух важнейших центров средоточия необходимой ему информации: генерального штаба и дворца для гостей президента. В этом отношении, расположение квартиры, где он поселился, было идеальным: из её окон он мог видеть военных специалистов разных стран, посещавших Сирию, и сообщать в Израиль о динамике её внешнеполитических связей. Наблюдение за генштабом давало ему возможность догадываться о происходящем там по числу прибывающих туда людей, количеству освещённых ночью окон и многим другим признакам.
Обосновавшись на новом месте, Коэн приступил к активным действиям. Благодаря рекомендательным письмам сирийских дипломатов и бизнесменов из Буэнос-Айреса, он начал завязывать знакомства в близких к правительству кругах сирийской столицы. Среди друзей, способствовавших продвижению Коэна в высшее сирийское общество, были диктор радио для эмигрантов в Буэнос-Айресе Джордж Сайф и сирийский военный лётчик Аднан аль-Джаби. Постепенно он установил связи с высшими правительственными чиновниками и представителями армейской элиты. Молодой миллионер из Аргентины стал известен как горячий патриот Сирии и личный друг высокопоставленных персон. Он был щедр на дорогие подарки, давал деньги взаймы, устраивал у себя дома приёмы для видных общественных деятелей и бывал в гостях у них.
В марте 1963 года, в результате военного переворота, к власти пришла партия «БААС», а в июле главой страны стал майор Эль-Хафез. Таким образом, близкие «друзья» Эли, которых он щедро «поддерживал», оказались у власти, и дом Коэна превратился в место встреч высших чинов сирийской армии.
Коэн действовал очень успешно. Ему удалось завязать полезные знакомства и связи и внедриться в высшие военные круги и правительственные сферы Сирии, получая достоверную информацию из первых рук. Он дослужился до чина полковника сил безопасности Сирии, пользовался доверием президента, был желанным гостем в президентском дворце, часто выезжал за границу. К моменту разоблачения, Камиль Амин Таабет (он же Эли Коэн) был третьим в списке кандидатов на пост президента Сирии.
Указания из «Моссада» Коэн получал в закодированном виде, слушая по радио арабские песни, транслировавшиеся Израилем «по заявкам радиослушателей». Сам он передавал информацию в центр с помощью портативного радиопередатчика.
С начала 1962 года Эли Коэн передал в Израиль сотни телеграмм с важной информацией стратегического характера. Например, о бункерах, в которых сирийцы хранили полученное из СССР оружие; стратегические планы, касающиеся захвата территорий на севере Израиля; информацию о получении Сирией 200 советских танков Т-54 спустя считанные часы после их появления на территории страны. Вместе со своим другом — пилотом аль-Джаби — он посещал военную зону на границе с Израилем, где смог осмотреть укрепления на Голанских высотах. Коэн настолько вошёл в доверие, что ему разрешали фотографировать военные объекты. Во время этих посещений ему удалось увидеть чертежи сирийских военных укреплений и карты расположения артиллерийских установок на высотах. Сирийские офицеры с гордостью рассказывали ему об огромных подземных складах с артиллерийскими боеприпасами и другим оборудованием, о расположении минных полей. Эли удалось также разоблачить планы Сирии по лишению Израиля источника водоснабжения путём изменения направления течения реки Иордан. Переданная им информация в значительной мере способствовала быстрой победе Израиля в Шестидневной войне 1967 года. С помощью Эли Коэна был также обнаружен скрывавшийся в Дамаске нацистский преступник Франц Радемахер, который был одним из помощников Адольфа Эйхмана.
По мнению бывшего главы «Моссада» Меира Амита, главная заслуга Коэна состоит в том, что ему удавалось держать руку на пульсе Сирии.

Информация, передаваемая Эли, носила в основном предупреждающий характер. Квартира Эли Коэна находилась как раз напротив генштаба, и он сообщал, до какого часа длятся заседания — уже по этим данным можно было судить о назревающих важнейших событиях. Наиболее важной задачей Коэна было сообщать о планах и направлениях, которые могли быть сформулированы в директивах сирийского генштаба или об умонастроениях в сирийской государственной и военной верхушке.

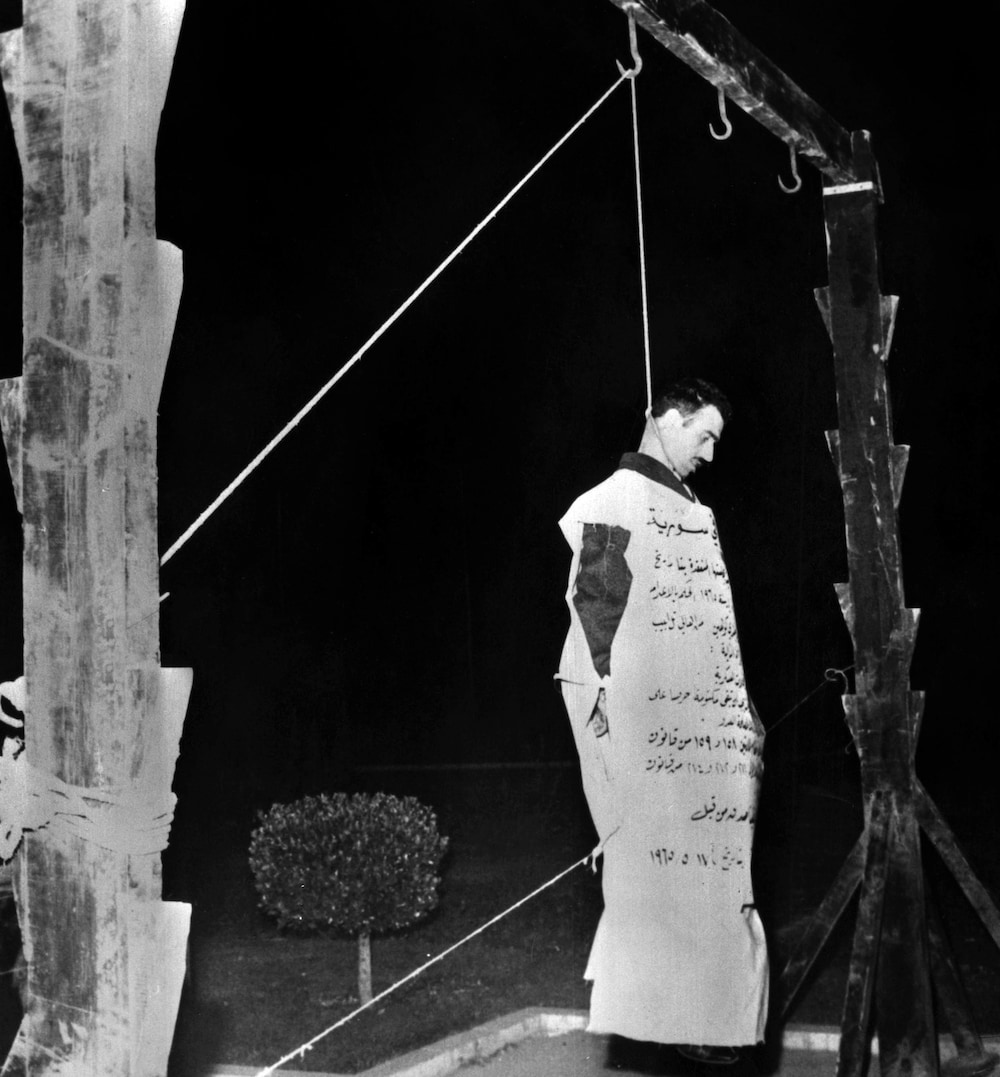
Казнь в Дамаске

В августе 1964 года Эли Коэн в последний раз посетил Израиль, чтобы присутствовать на дне рождения своего сына Шауля. Вернувшись в Дамаск, он резко увеличил частоту и продолжительность радиосеансов. Тем временем, контрразведка Сирии, с помощью советской аппаратуры, начала операцию по обнаружению действующих вражеских радиопередатчиков. 18 января 1965 года квартира Коэна, из которой велась передача, была обнаружена с помощью новейшего советского пеленгатора. Восемь человек в штатском ворвались туда и арестовали Эли прямо во время сеанса радиосвязи. При обыске был найден радиопередатчик, фотоплёнки с фотографиями особо секретных объектов. В одном из ящиков стола обнаружили куски мыла, оказавшиеся взрывчаткой. Его допрашивали без адвоката, подвергая пыткам.
В то время, как Коэн находился под следствием, в Израиле искали пути для его спасения. Руководители военной разведки (АМАН) предлагали похитить сирийцев для последующего обмена на Коэна. Предлагались и другие варианты: действовать через глав правительств, посланцев ООН, попытаться выкупить при посредничестве французов. Была задействована помощь папы римского Павла VI, а также глав французского, бельгийского и канадского правительств. Обсуждался даже вариант подготовки и проведения операции по освобождению с помощью спецназа, но от неё отказались, поскольку шансы на успех были ничтожны.
В феврале 1965 года Эли Коэн предстал перед судом, который приговорил его к смертной казни.
Эли Коэн был публично повешен 18 мая 1965 года в Дамаске на площади Маржа в 3:30. Накануне казни он встретился с раввином Дамаска и передал прощальное письмо для Нади и детей. Эли просил у них прощения и убеждал Надю вторично выйти замуж. Тело Коэна после казни шесть часов оставалось висеть на площади. Сирийские власти отказались передать Израилю его тело. Эли Коэн был похоронен на еврейском кладбище в Дамаске.

## После смерти

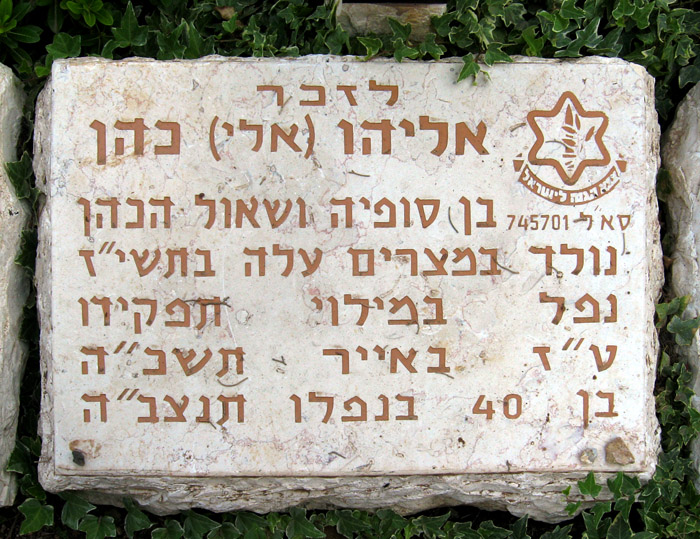
Памятная плита на Горе Герцля в Иерусалиме

Через пять лет после казни сотрудники израильской разведки пытались выкрасть тело Коэна, чтобы перезахоронить его в Израиле. Операция закончилась неудачей. А тело сирийцы переместили в бункер глубиной 30 метров, находящийся на территории военной части в Дамаске. С тех пор израильское правительство и семья Коэна во главе с братом Морисом и с женой Надя ведут постоянную борьбу за возвращение останков Эли в Израиль.
Именем Эли Коэна назван мошав Элиад на юге плато Голан (в 10 км к северо-востоку от Эйн-Гева), а также ряд улиц, площадей, парков и школ в разных городах Израиля.
В 2018 году службе внешней разведки Моссад в результате спецоперации удалось вернуть в Израиль наручные часы легендарного разведчика.

## В кинематографе
В 2019 году о жизни Эли Коэна был снят художественный мини-сериал «Шпион» (Франция). Роль Коэна сыграл Саша Барон Коэн.